# Municipio de Henderson (Carolina del Norte)
El municipio de Henderson (en inglés: Henderson Township) es un municipio ubicado en el  condado de Vance en el estado estadounidense de Carolina del Norte. En el año 2010 tenía una población de 21.046 habitantes.

## Geografía
El municipio de Henderson se encuentra ubicado en las coordenadas 36°19′53.53″N 78°24′21.99″O / 36.3315361, -78.4061083.